# Polystachya kaluluensis
Polystachya kaluluensis là một loài thực vật có hoa trong họ Lan. Loài này được P.J.Cribb & la Croix miêu tả khoa học đầu tiên năm 1991.